# TTPA
TTPA (англ. Alpha tocopherol transfer protein) – білок, який кодується однойменним геном, розташованим у людей на короткому плечі 8-ї хромосоми. Довжина поліпептидного ланцюга білка становить 278 амінокислот, а молекулярна маса — 31 750.
| 10         |  | 20         |  | 30         |  | 40         |  | 50         |
| ---------- |  | ---------- |  | ---------- |  | ---------- |  | ---------- |
| MAEARSQPSA |  | GPQLNALPDH |  | SPLLQPGLAA |  | LRRRAREAGV |  | PLAPLPLTDS |
| FLLRFLRARD |  | FDLDLAWRLL |  | KNYYKWRAEC |  | PEISADLHPR |  | SIIGLLKAGY |
| HGVLRSRDPT |  | GSKVLIYRIA |  | HWDPKVFTAY |  | DVFRVSLITS |  | ELIVQEVETQ |
| RNGIKAIFDL |  | EGWQFSHAFQ |  | ITPSVAKKIA |  | AVLTDSFPLK |  | VRGIHLINEP |
| VIFHAVFSMI |  | KPFLTEKIKE |  | RIHMHGNNYK |  | QSLLQHFPDI |  | LPLEYGGEEF |
| SMEDICQEWT |  | NFIMKSEDYL |  | SSISESIQ   |  |            |  |            |

A: Аланін

C: Цистеїн

D: Аспарагінова кислота

E: Глутамінова кислота

F: Фенілаланін

G: Гліцин

H: Гістидин

I: Ізолейцин

K: Лізин

L: Лейцин

M: Метіонін

N: Аспарагін

P: Пролін

Q: Глутамін

R: Аргінін

S: Серин

T: Треонін

V: Валін

W: Триптофан

Задіяний у такому біологічному процесі, як транспорт. 
Білок має сайт для зв'язування з ліпідами. 
Локалізований у цитоплазмі.